# Mariú Martínez
María Eugenia Martínez (Buenos Aires, 13 de agosto de 1983), conocida como Mariú Martínez, es una actriz argentina de teatro y televisión. Se dio a conocer por haber participado en el programa Inútiles y subversivos de Televisión Nacional de Chile. Es más conocida por personificar a Angélica del polémico dúo humorístico “Las Iluminadas” en el programa Morandé con compañía de Mega. Hasta 2015 trabajó como panelista estable en el programa de comedia Canal HV de la estación de TV cable Vive!
Radicada en Chile, actualmente se dedica al coaching profesional.

## Filmografía
| Cine       | Cine                        | Cine                                                     | Cine                       |
| Año        | Título                      | Personaje                                                | Notas                      |
| ---------- | --------------------------- | -------------------------------------------------------- | -------------------------- |
| 2012       | El Babysitter               | Enfermera                                                |                            |
| Televisión |                             |                                                          |                            |
| Año        | Título                      | Personaje                                                | Canal                      |
| 2005       | Sprite TV                   | (Improvisaciones)                                        | Canal 9                    |
| 2006       | Noqtambulos                 | Varios                                                   | Canal 7 TV Pública Digital |
| 2011-2012  | Inútiles y subversivos      | Varios / Angélica (Las Iluminadas)                       | TVN                        |
| 2012-2013  | Morandé con compañía        | Angélica (Las Iluminadas) / La Piru (una vez)            | Mega                       |
| 2013       | Desfachatados               | Varios                                                   | Mega                       |
| 2013       | Fiebre de Viña              | Angélica (Las Iluminadas)                                | Chilevisión                |
| 2013       | Baila! Al ritmo de un sueño | Angélica (Las Iluminadas)                                | Chilevisión                |
| 2013       | El club de la comedia       | Comediante                                               | Chilevisión                |
| 2014       | Canal HV                    | Coanimadora                                              | Vive!                      |
| 2016       | Morandé con compañía        | Angélica (Las Iluminadas) /Aylen (¿Devolverías a tu ex?) | Mega                       |

## Premios
| Año  | Premiación     | Categoría       | Trabajo nominado                                  | Resultado | Ref.  |
| ---- | -------------- | --------------- | ------------------------------------------------- | --------- | ----- |
| 2012 | Copihue de Oro | Comedia y Humor | Las iluminadas (compartido con María José Quiroz) | Ganadora  | [ 4 ] |